# Campeonato Paraense de Futebol de 1947
O Campeonato Paraense de Futebol de 1947 foi a 35.ª edição da principal divisão do futebol do Pará. Organizada pela Federação Paraense de Desportos, a competição contou com a participação de cinco clubes, todos sediados na capital Belém. O Paysandu sagrou-se campeão, conquistando seu 16º título estadual, enquanto o Remo ficou com o vice-campeonato. Hélio, do Paysandu, foi o maior goleador do certame, com 11 gols marcados.

## Participantes
| Equipe      | Cidade | Títulos (mais recente) | Part. |
| ----------- | ------ | ---------------------- | ----- |
| Júlio César | Belém  | 0 (não possui)         | 11    |
| Paysandu    | Belém  | 15 (1945)              | 31    |
| Remo        | Belém  | 14 (1940)              | 31    |
| Transviário | Belém  | 0 (não possui)         | 9     |
| Tuna Luso   | Belém  | 3 (1941)               | 13    |

## Campanha do Campeão
- 4-2 Tuna Luso
- 6-1 Júlio César
- 2-1 Transviário
- 1-1 Remo
- 3-1 Tuna Luso
- 2-1 Júlio César
- 2-0 Remo
- 9-1 Transviário

## Premiação
| Campeonato Paraense de 1947        |
| Belém                              |
| ---------------------------------- |
| Paysandu Pentacampeão (16º título) |